# Mišinci (Žakanje)
Mišinci falu Horvátországban, a Károlyváros megyében. Közigazgatásilag  Žakanjéhoz tartozik.

## Fekvése
Károlyvárostól 24 km-re, községközpontjától 3 km-re északnyugatra, a Kulpa bal partján, szlovén határ mellett fekszik.

## Története
1857-ben 110, 1910-ben 98 lakosa volt. A trianoni békeszerződésig Zágráb vármegye Károlyvárosi járásához tartozott. 2011-ben 146-an lakták.

## Lakosság
| Lakosság változása | Lakosság változása | Lakosság változása | Lakosság változása | Lakosság változása | Lakosság változása | Lakosság változása | Lakosság változása | Lakosság változása | Lakosság változása | Lakosság változása | Lakosság változása | Lakosság változása | Lakosság változása | Lakosság változása | Lakosság változása |
| ------------------ | ------------------ | ------------------ | ------------------ | ------------------ | ------------------ | ------------------ | ------------------ | ------------------ | ------------------ | ------------------ | ------------------ | ------------------ | ------------------ | ------------------ | ------------------ |
| 1857               | 1869               | 1880               | 1890               | 1900               | 1910               | 1921               | 1931               | 1948               | 1953               | 1961               | 1971               | 1981               | 1991               | 2001               | 2011               |
| 110                | 91                 | 104                | 103                | 105                | 98                 | 100                | 107                | 122                | 120                | 101                | 113                | 113                | 149                | 152                | 146                |

## Nevezetességei
- Szent Antal tiszteletére szentelt kápolnája a 18. században épült, a 19. században megújították. A szentély a régebbi, a hajó újabb építésű.
- Malom és mesterséges vízesés a Kulpán.